# Йожеф Кіпріц
Йожеф Кіпріх (угор. Kiprich József, *6 вересня 1963, Татабанья, Угорщина) — колишній угорський футболіст, нападник.

## Національна збірна Угорщини з футболу
Йожеф Кіпріц захищав кольори національної збірної  Угорщини з 1984 по 1995 рр.

## Досягнення
- Найкращий бомбардир Чемпіонату Угорщини: 1984-85
- Чемпіон Нідерландів: 1992-93
- Володар Кубка Нідерландів: 1990-91, 1991-92, 1993-94, 1994-95
- Володар Суперкубка Нідерландів: 1991
- Чемпіон Кіпру: 1995-96
- Володар Кубка Кіпру: 1995-96, 1996-97
- Володар Суперкубка Кіпру: 1996
- Найкращий бомбардир Чемпіонату Кіпру: 1995-96